# Calophlebia karschi
Calophlebia karschi är en trollsländeart som beskrevs av Selys 1896. Calophlebia karschi ingår i släktet Calophlebia och familjen segeltrollsländor. IUCN kategoriserar arten globalt som otillräckligt studerad. Inga underarter finns listade i Catalogue of Life.